# TriStar Pictures
TriStar Pictures (do leta 1991 imenovano Tri-Star), je ameriško filmsko podjetje, ki se primarno ukvarja s produkcijo in distribucijo filmov. Leta 1982 je nastalo kot oddelek podjetja Columbia Pictures, del katerega je Columbia TriStar Motion Picture Group, ta pa je v lasti Sony Pictures. Poleg tega imata delež v tem podjetju še družbi HBO in CBS.  

## Logotip
Beli leteči konj je postal prava filmska kulturna ikona. Ta konj je bil povzet po grškem mitološkem bitju Pegazu. Bil konj bele barve s krili, jezdil pa ga je Pozejdon, grški bog morja in potresov.

## Filmografija
- Seznam filmov TriStar Pictures